# I. e. 191
Évszázadok: i. e. 3. század – i. e. 2. század – i. e. 1. század
Évtizedek: i. e. 240-es évek – i. e. 230-as évek – i. e. 220-as évek – i. e. 210-es évek – i. e. 200-as évek – i. e. 190-es évek – i. e. 180-as évek – i. e. 170-es évek – i. e. 160-as évek – i. e. 150-es évek – i. e. 140-es évek
Évek: i. e. 196 – i. e. 195 – i. e. 194 – i. e. 193 –  i. e. 192 – i. e. 191 – i. e. 190 – i. e. 189 – i. e. 188 – i. e. 187 – i. e. 186

## Események

### Róma
- Publius Cornelius Scipio Nasicát és Manlius Acilius Glabriót választják consulnak. Előbbi Itáliát, utóbbi Görögországot kapja provinciájául.
- P. Cornelius nagy győzelmet arat a lázadó gall boiusok felett, és azok békét kérnek.
- A Palatinuson felszentelik az Idai Nagy Anya (Kübelé) templomát.
- M'Acilius consul kezdeményezésére módosítják a római naptárat, hogy az megfeleljen a csillagászati naptárnak.

### Görögország
- M'. Acilius consul mintegy 20 ezer emberrel átkel Görögországba és a Thermopülai-szorosban legyőzi III. Antiokhosz szeleukida királyt, aki a kis-ázsiai Epheszoszba menekül.
- A consul ezután az Aitóliai Szövetség ellen fordul. Elfoglalja Herakleiát és ostrom alá veszi Naupaktoszt. Titus Quinctius Flaminius közvetítésre az aitóliabeliek békét kérő szövetséget küldenek Rómába.
- C. Livius Salinator praetor, a római flotta parancsnoka, Kórükosznál legyőzi Antiokhosz hajóhadát.

### Parthia
- Meghal II. Arszakész pártus király (állítólag III. Antiokhosz gyilkoltatta meg). Utóda unokatestvére, Phriapatiosz.

### Kína
- Han Huj-ti császár újra engedélyezi a konfuciánus könyvek olvasását (amelyet még Csin Si Huang-ti tiltott be 20 évvel korábban).

## Halálozások
- II. Arszakiosz pártus király

## Fordítás
- Ez a szócikk részben vagy egészben  a(z)   191 BC című angol Wikipédia-szócikk ezen változatának fordításán alapul.  Az eredeti cikk szerkesztőit annak laptörténete sorolja fel. Ez a jelzés csupán a megfogalmazás eredetét és a szerzői jogokat jelzi, nem szolgál a cikkben szereplő információk forrásmegjelöléseként.